# Касемабаде-Кучек
Касемабаде-Кучек (перс. قاسم‌آباد کوچک‎) — село на севере Ирана, в остане Альборз. Входит в состав шахрестана Назарабад. Является частью дехестана (сельского округа) Танкеман бахша Танкеман.

## География
Село находится в западной части Альборза, к югу от гор Эльбурс, на расстоянии приблизительно 20 километров к западу-северо-западу (WNW) от Кереджа, административного центра провинции. Абсолютная высота — 1227 метров над уровнем моря.

## Население
По данным переписи 2006 года население села составляло 1275 человек (679 мужчин и 596 женщин). В Касемабаде-Кучеке насчитывалось 313 домохозяйств. Уровень грамотности населения составлял 75,76 %. Уровень грамотности среди мужчин составлял 79,23 %, среди женщин —71,81 %.